# Gilmore David Clarke
Gilmore David Clarke (* 12. Juli 1892 in New York City; † 8. August 1982 auf See) war ein US-amerikanischer Bauingenieur und Landschaftsarchitekt. Er gestaltete viele öffentliche Plätze in New York City, unter anderem auch Teile des Central Park wie den Conservatory Garden.

## Leben
Clarke studierte an der Cornell University Landschaftsarchitektur und Ingenieurswesen und schloss 1913 sein Studium als Bachelor of Science ab. Während des Ersten Weltkrieges diente er der U.S. Army als Ingenieur. Nach dem Krieg war er für diverse Kommissionen auf regionaler und Bundesebene tätig. Er war einer der architektonischen Beiräte für das Kapitol in Washington und den New York State Council of Parks. Für seine Arbeit im Westchester County wurde er 1931 mit der Goldmedaille der Architectural League of New York ausgezeichnet. 1934 wurde er Fachberater des New York City Park Department unter dem Stadtplaner Robert Moses. Zu seinen Arbeiten gehörte die Gestaltung des Central Park Zoo, die Erweiterung des Riverside Park sowie weitere öffentliche Plätze. An der Cornell University wurde er 1939 Dekan. Clarke war Landschaftsarchitekt der New York World’s Fair 1939/40 und war später auch an der Ausstellung 1964/65 beteiligt. Von ihm stammt auch der Entwurf der Unisphere. Sowohl als Landschaftsarchitekt wie auch als Ingenieur war Clarke für den Garden State Parkway und weitere Autobahnen zuständig. Neben seiner praktischen Tätigkeit saß er auch von 1937 bis 1950 in der Kommission der Bildenden Künste der USA (United States Commission of Fine Arts). 1946 wurde Clarke zum Mitglied (NA) der National Academy of Design gewählt. 1972 zog er sich aus seiner Firma zurück. Im Jahr 1982 starb er an Bord des Schiffes Royal Viking Star auf einer Kreuzfahrt vor der Küste von Dänemark.
1937 wurde er in die American Academy of Arts and Letters aufgenommen.